# Pulverspritzgießen

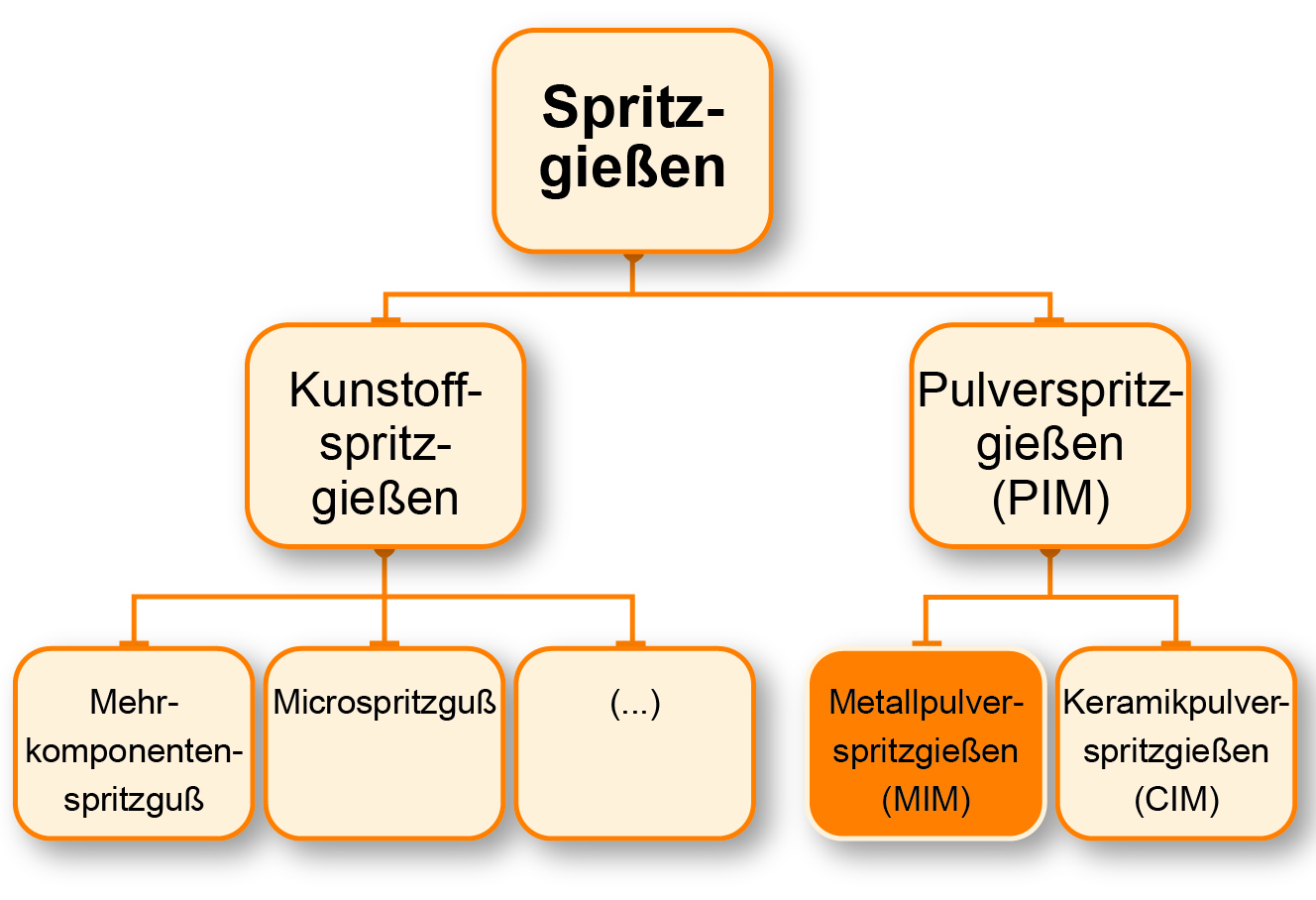
Einteilung der Fertigungsverfahren

Das Pulverspritzgießen, auch PIM-Verfahren (englisch für Powder Injection Moulding) ist der Überbegriff für die beiden artverwandten Fertigungsverfahren Keramikpulverspritzgießen (CIM-Verfahren, englisch für Ceramic Injection Moulding) und Metallpulverspritzgießen (MIM-Verfahren, englisch für Metal Injection Moulding) und dienen der Herstellung von keramischen bzw. metallischen Bauteilen mit komplexer Geometrie in hohen Stückzahlen.
Das Pulverspritzgießen zählt nach DIN 8580 fertigungstechnisch zu den Urformverfahren und stellt eine Untergruppe des Spritzgießens dar. Ausgehend von den verarbeiteten Werkstoffgruppen unterteilt es sich in das Metallpulverspritzgießen und in das Keramikpulverspritzgießen.
Beim Pulverspritzgießen wird feines Metall- oder Keramikpulver mit einem organischen Binder vermischt und dann auf einer Spritzgussmaschine in Form gebracht. Anschließend wird der Binder wieder entfernt und das Bauteil bei hoher Temperatur in einem Ofen gesintert. Als Ergebnis erhält man ein rein metallisches bzw. keramisches Enderzeugnis, das die mechanischen Vorteile gesinterter Bauteile mit der großen Formgebungsvielfalt des Spritzgießens verbindet.
Während metallische Bauteile im Metallpulverspritzgießen unter Schutzgasatmosphäre gesintert werden müssen, um Oxidation und die Bildung unerwünschter Fremdphasen zu verhindern, können Oxidkeramiken im Keramikpulverspritzgießen meist unter Luftatmosphäre gesintert werden. Aus diesem Grund unterscheiden sich die Wärmebehandlungs-Produktionsmittel (Sinteröfen) der beiden ansonsten sehr artverwandten Verfahren erheblich.
Da Materialverschleppungen (Pulver) der beiden Werkstoffgruppen Metall bzw. Keramik im jeweiligen Herstellungsprozess zu einer deutlichen Verringerung der Bauteilqualität führen können, sind „Mischfertigungen“ auf gleichen Produktionsmitteln (Spritzgießmaschine, Entbinder- und Sinterofen) sehr aufwändig bis unmöglich, weshalb sich die meisten industriellen Pulverspritzgussbetriebe entweder auf die Herstellung von CIM- oder MIM-Bauteilen spezialisiert haben.